# Джефф Кінрад
Джефф Кінрад (англ. Geoff Kinrade; народився 29 липня 1985, Нельсон, Британська Колумбія, Канада) — канадський хокеїст, захисник. Виступає за СК «Берн» у Національній лізі А.

## Кар'єра
Свою кар'єру хокеїста розпочав у хокейній лізі Британської Колумбії виступаючи за клуб «Ковічан-Веллі Кепіталс». Протягом чотирьох сезонів виступав за команду «Мічиганського Університету». 
В сезоні 2008/09 років відігравши десять матчів за «Норфолк Едміралс» (Американська хокейна ліга) 9 квітня 2009 року дебютує в НХЛ у складі Тампа-Бей Лайтнінг в матчі проти Вашингтон Кепіталс. 10 липня того ж  року уклав однорічний контракт з Оттава Сенаторс. Джефф виступає за фарм-клуб «Бінгхемптон Сенаторс». 
Сезон 2011/12 років починає у чеському клубі «Пльзень», в середині сезону переходить до СК «Берн» (Національна ліга А). 
У грудні 2012 року, Кубка Шпенглера у складі збірної Канади в Давосі, Швейцарія. Наприкінці сезону 2012/13 років стає чемпіоном Швейцарії у складі СК «Берн». 
Брав участь у складі збірної Канади і в торішньому Кубку Шпенглера.